# Xie Juezai

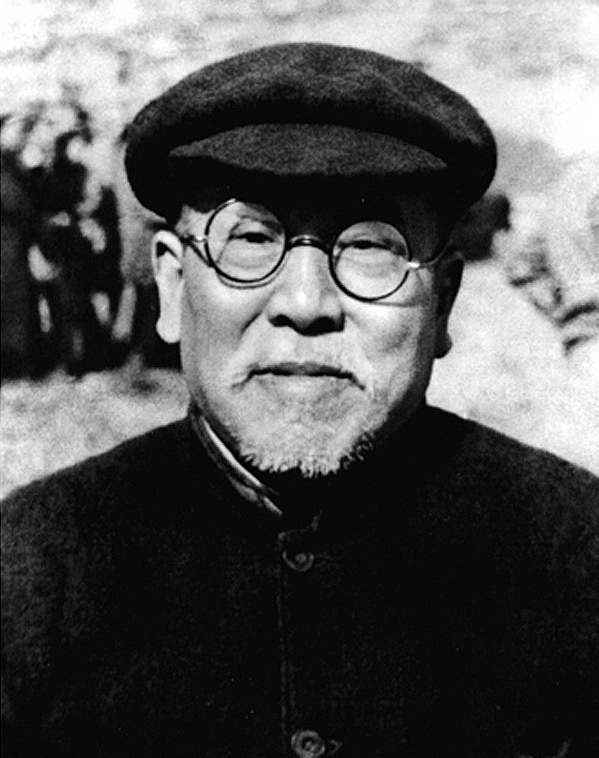
Xie Juezai

Xie Juezai (* Mai 1884 in Ningxiang, Hunan; † 15. Juni 1971 in Peking) war von 1959 bis 1965 Präsident des Obersten Volksgerichtshofs der Volksrepublik China.

## Leben
Xie Juezai trat der Kommunistischen Partei Chinas bei und war Parteifunktionär auf verschiedenen Ebenen. Von 1949 bis 1959 war er Minister im Ministerium für zivile Angelegenheiten. Von 1959 bis 1965 war Xie Juezai als Nachfolger von Dong Biwu Präsident des Obersten Volksgerichtshofes der Volksrepublik China. Sein Nachfolger wurde Yang Xiufeng.